# Прокопцов, Дмитрий Викторович
Дмитрий Викторович Прокопцов (чеш. Dimitrij Prokopcov; род. 5 января 1980, Симферополь) — украинский и чешский игрок в настольный теннис, в период 1996—2002 годов выступал за сборную Украины, с 2008 года представляет Чехию. Бронзовый призёр чемпионата Европы, многократный победитель и призёр национальных первенств, участник летних Олимпийских игр в Рио-де-Жанейро.

## Биография
Дмитрий Прокопцов родился 5 января 1980 года в городе Симферополе Крымской области Украинской ССР. Играть в настольный теннис начал в возрасте шести лет, выступал за местный клуб «Саки Крым».
В 1996 году в 16 лет впервые прошёл отбор в основной состав украинской национальной сборной и побывал на чемпионате Европы в Братиславе. В дальнейшем неоднократно принимал участие в мировых и европейских первенствах, дважды становился чемпионом Украины по настольному теннису, при этом с 1998 года представлял чешский клуб «Нова-Гуть» из Остравы — переехал сюда на постоянное жительство, чтобы достичь большего профессионального роста.
Со временем у него возникли разногласия с руководством украинской сборной, которое требовало от него прилетать на все мероприятия команды. В 2002 году Прокопцов, к том у моменту уже женившийся на гражданке Чехии, запросил чешское гражданство, чтобы иметь возможность выступать за чешскую сборную. Тем не менее, процесс предоставления гражданства затянулся на шесть лет, и всё это время спортсмен не мог выступать на профессиональном уровне. Лишь в 2008 году он наконец вошёл в основной состав национальной сборной Чехии и начал представлять эту страну на международной арене. Состоял в этот период в пражском клубе «Эль-Ниньо», с которым четырежды выигрывал чешскую лигу.
В 2010 году на домашнем чемпионате Европы в Остраве вместе с партнёрами по сборной завоевал бронзовую медаль в командном первенстве. На волне успеха в 2011 году перешёл во французский клуб «Энбон».
Благодаря череде удачных выступлений Дмитрий Прокопцов удостоился права защищать честь чешской сборной на летних Олимпийских играх 2016 года в Рио-де-Жанейро — впервые попал на Олимпиаду в возрасте 36 лет. Провёл здесь только один единственный матч, проиграв уже на предварительном этапе мужского одиночного разряда нигерийцу Сегуну Ториоле.